# Trachylepis dichroma
Trachylepis dichroma (двокольоровий сцинк) — вид сцинкоподібних ящірок родини сцинкових (Scincidae). Мешкає в Південній Африці.

## Поширення і екологія
Двокольорові сцинки мешкають в Кенії і Танзанії, можливо, також зустрічаються в сусідніх районах Сомалі і Ефіопії. Вони живуть в сухих акацієвих саванах та на гірських луках.